# 田村道美
田村 道美（たむら みちよし、1901年8月4日 - 1990年代）は、日本の映画俳優、映画プロデューサーである。戦前の無声映画時代に活躍し、当時の人気女優の入江たか子と結婚した。長女はおなじく女優の入江若葉である。

## 来歴・人物
1901年8月4日、東京市京橋区新富町（現中央区新富）に生まれる。祖父の田村成義は、「田村将軍」の異名を持つ歌舞伎興行の大御所であった。
慶應義塾大学経済学部を卒業後、1931年、30歳にして京都の日活太秦撮影所に入社、同年11月13日公開の村田実監督の無声映画『白い姉 前篇』でデビューした。翌1932年、三枝源次郎監督の『海に散る花』では早くも主役の座を獲得する。
同年、当時人気絶頂、新興キネマと提携し映画製作会社「入江ぷろだくしょん」を設立したばかりの入江たか子（1911年 - 1995年）と交際、自らの人気を考え籍を入れず別居結婚とする。入江の兄で同プロダクションで監督をしていた東坊城恭長（1904年 - 1944年）はそんな田村を嫌っていた。1934年6月28日に公開された熊谷久虎監督、宇留木浩主演の無声映画『三家庭』（日活多摩川撮影所作品）を最後に俳優を引退、東京から京都に戻り、「入江ぷろ」に入社、入江のマネージャーに転向する。
1935年に「入江ぷろ」が新興キネマとの提携を解消し、京都・双ヶ丘（現右京区御室双岡町）の入江ぷろ撮影所も閉鎖された。1937年、「入江ぷろ」は東京・砧のPCL映画製作所との提携を始め、配給は東宝映画配給となり、やがて同プロダクションは解散し、入江は東京に戻り、東宝映画東京撮影所と専属契約を結ぶ。それとともに田村も同社に入社、入江出演作品を中心にしたプロデューサーに転向する。俳優時代の作品の原作者、菊池寛や吉屋信子の作品を原作にとったものを得意とし、また島津保次郎作品を多く手がけた。
1943年、入江が妊娠、休業に入るのを契機に正式に入籍した。東京市赤坂区（現港区赤坂）に家を構える。同年5月12日、長女若葉（田村若葉、のちの入江若葉）が生まれる。その翌月の6月10日に公開された渡辺邦男監督の『男』を最後に、42歳の誕生日を目前にして表舞台から姿を消す。島津監督作品のプロデューサーも南旺映画出身の藤本真澄に取って代わられる。産休に入った入江の復帰作である衣笠貞之助監督の『進め独立旗』が1943年10月21日に公開されるが、プロデューサーは佐藤武監督作品を手がけてきた平尾郁次であった。
終戦後の1945年、44歳の時に東宝演劇部付となり、同年10月の帝国劇場再開には支配人に就任するが、後に演劇部総合企画室に転じて退社。この頃、さらに一男をもうけるが1948年、入江と別居。娘の若葉は1959年以降、女優を引退した入江が東京都中央区銀座7丁目に開いた「バー・いりえ」でマダムをつとめ、赤坂の家で育てられた。
一方、田村は1954年8月に創立したゼネラル・フィルム協会事務局長・ユニオン映画支配人を務め、1960年に退社した後は永田雅一がオーナーをしていた毎日オリオンズの営業部長を務めた。その後の消息は不明であるが、平成に入って間も無く死去したという。没年不詳。

## フィルモグラフィ

### 出演
日活太秦撮影所
- 白い姉 前篇　1931年　監督・脚本村田実、原作大仏次郎、共同脚本依田義賢、主演小杉勇、共演田中春男、夏川静江、山県直代
- 白い姉 後篇　1931年　監督・脚本村田実、原作大仏次郎、共同脚本依田義賢、主演小杉勇、共演夏川静江、
- 海に散る花　1932年　監督三枝源次郎、共演伊沢二郎、銀玲子、吉井康、高津愛子、星玲子、杉山昌三九
- 花の東京　1932年　監督畑本秋一、原作菊池寛、主演夏川静江、共演小杉勇、市川春代、一木札二、杉山昌三九、高津愛子、佐藤美子
- 彼女の道　1933年　監督熊谷久虎、原作吉屋信子、主演夏川静江、共演伏見信子、沖悦二、杉山昌三九、東勇路
- 未来花 前後篇　1933年　監督牛原虚彦、原作菊池寛、主演夏川静江、共演市川春代、中田弘二、杉狂児

日活多摩川撮影所
- 三家庭　1933年　監督熊谷久虎、主演宇留木浩、共演久松三津江、高橋兼次、青山和子、杉狂児、市川春代、山路ふみ子、中田弘二

### 製作
PCL映画製作所
- 禍福 前篇　1937年　監督成瀬巳喜男、原作菊池寛、出演高田稔、丸山定夫、英百合子、生方明、入江たか子、竹久千恵子
- 禍福 後篇　1937年　監督成瀬巳喜男、原作菊池寛、出演高田稔、丸山定夫、英百合子、生方明、入江たか子、竹久千恵子

東宝映画東京撮影所
- 藤十郎の恋　1938年　監督山本嘉次郎、原作菊池寛、脚本三村伸太郎、製作主任黒澤明、出演長谷川一夫、藤原釜足、滝沢修、入江たか子、山県直代、横山運平
- 家庭日記 前篇　1938年　監督山本薩夫、原作吉屋信子、脚本山崎謙太、製作主任関川秀雄、出演大日方伝、千葉早智子、月田一郎、竹久千恵子、英百合子、山県直代
- 家庭日記 後篇　1938年　監督山本薩夫、原作吉屋信子、脚本山崎謙太、製作主任関川秀雄、出演大日方伝、千葉早智子、月田一郎、竹久千恵子、山県直代
- 吾亦紅 前篇　1938年　監督阿部豊、原作久米正雄、脚本木村千依男、音楽服部正、主演入江たか子、大日方伝、高田稔、丸山定夫
- エノケンのびっくり人生　1938年　監督・原作・脚本山本嘉次郎、音楽栗原重一、主演榎本健一、霧立のぼる、宏川光子、大河内伝次郎
- エノケンのがっちり時代　1939年　監督・脚本山本嘉次郎、音楽栗原重一、主演榎本健一、霧立のぼる、宏川光子、二村定一、横山運平、入江たか子、高田稔
- 吾亦紅 後篇 戦野に咲く　1939年　監督阿部豊、原作久米正雄、脚本木村千依男、音楽服部正、主演入江たか子、高田稔、月田一郎
- リボンを結ぶ夫人　1939年　監督山本薩夫、原作森田たま、脚本八住利雄、撮影宮島義勇、音楽早坂文雄、主演汐見洋、入江たか子、霧立のぼる、大日方伝、藤田進
- 妻の場合 前篇　1940年　監督佐藤武、原作吉屋信子、脚本東坊城恭長、音楽服部正、主演藤田進、入江たか子、高田稔
- 妻の場合 後篇　1940年　監督佐藤武、原作吉屋信子、脚本東坊城恭長、音楽服部正、主演藤田進、入江たか子、高田稔
- 二人の世界　1940年　監督島津保次郎、原作塚本靖、原作・脚本山形雄策、音楽服部正、製作主任谷口千吉、主演丸山定夫、英百合子、原節子
- 時の花形　1940年　監督島津保次郎、脚本山形雄策、撮影鈴木博、音楽飯田信夫、製作主任関川秀雄、出演丸山定夫、沢村貞子
- 兄の花嫁　1941年　監督島津保次郎、脚本山形雄策、撮影宮島義勇、音楽服部正、製作主任関川秀雄、出演高田稔、山田五十鈴、原節子、江川宇礼雄
- 白鷺　1941年　監督島津保次郎、原作泉鏡花、脚本山形雄策、台詞久保田万太郎、撮影鈴木博、音楽早坂文雄、製作主任関川秀雄、出演入江たか子、黒川弥太郎、河津清三郎、高田稔、丸山定夫、横山運平
- 闘魚　1941年　監督島津保次郎、原作丹羽文雄、脚本山形雄策、撮影友成達雄、音楽早坂文雄、製作主任関川秀雄、出演高田稔、里見藍子、志村アヤコ、池部良、灰田勝彦

東宝砧撮影所
- 若い先生　1942年　監督佐藤武、原作平野婦美子、脚本岸松雄、撮影立花幹也・友成達雄、音楽早坂文雄、製作主任大岩弘明、出演原節子、一ノ瀬あや子、
- 緑の大地　1942年　監督島津保次郎、原作丹羽文雄、脚本山形雄策、撮影三村明、音楽早坂文雄、製作主任関川秀雄、出演入江たか子、丸山定夫、藤間房子、藤田進、江川宇礼雄、原節子、池部良、進藤英太郎、沢村貞子
- 男　1943年　監督渡辺邦男、原作舟橋聖一、脚本木村千依男、撮影河崎喜久三、特殊技術円谷英二、音楽服部正、主演岡譲二、黒川弥太郎、丸山定夫、汐見洋

## 関連事項
- 東坊城家 - 東坊城徳長 - 東坊城恭長、入江たか子 - 入江若葉
- 入江ぷろだくしょん
- 日活
- 日活撮影所
- ピー・シー・エル映画製作所
- 東宝映画配給
- 東宝映画
- 東宝スタジオ